# Guido de' Medici
Guido de' Medici (... – Roma, 13~23 giugno 1537) è stato un arcivescovo cattolico italiano.

## Biografia
Figlio di Antonio di Giuliano de' Medici, del ramo dei marchesi della Castellina, e di Selvaggia di Felice del Beccuto, fu avviato alla carriera ecclesiastica ottenendo numerosi benefici: fu priore di Sant'Apollinare, preposito di Ognissanti a Firenze, pievano di Sant'Ippolito a Castelfiorentino e, nel 1506, sostituì il defunto fratello Averardo come canonico della Cattedrale di Santa Maria del Fiore; rinunciò al canonicato nel 1532.
I pontificati dei suoi parenti Leone X (1513-1521) e Clemente VII (1523-1534) rappresentarono per lui l'occasione di essere ammesso alla corte papale: fu famigliare, protonotario apostolico e cameriere segreto di papa Leone e prelato domestico di papa Clemente, che lo nominò castellano di Castel Sant'Angelo e ambasciatore presso Alessandro de' Medici. Fu eletto vescovo di Venosa nel 1527 e poi arcivescovo metropolita di Chieti il 2 gennaio 1528: non risiedette mai in questa città a causa dei suoi incarichi presso la Curia romana e inviò, come suo suffraganeo, il vescovo di Lavello.
Morì tra il 13 e il 23 giugno del 1537.
Alla città abruzzese donò il prezioso Messale Borgia, tuttora conservato presso gli archivi della curia arcivescovile di Chieti. Il Messale è uno degli ultimi capolavori dell'arte della miniatura, fu commissionato dal cardinale Borgia, e in seguito passò all'arcivescovo de' Medici, che lo scelse come messale personale.